# Christian Binet
Pour les articles homonymes, voir Binet.
 (janvier 2019).
Christian Binet, dit simplement Binet, est un auteur de bande dessinée français, né le 20 mars 1947 à Tulle. Il est notamment connu pour sa série Les Bidochon.

## Biographie
Christian Binet publie son premier dessin en 1961 (14 ans) dans la revue Humour Magazine. Il fréquente par la suite une école d'architecture et une autre de dessin de presse, qui l'amènent à collaborer à de nombreux journaux et magazines de 1965 à 1975 (Record, Formule 1, Le Journal du dimanche, La Gazette de l'Île de France, Top, etc.). Lors de son service militaire, il crée pour la revue de l'armée le soldat Schwartxz.
En 1969, il débute en tant qu'auteur de bandes dessinées en entrant chez Fleurus où il crée Poupon la peste, bambin qui mène la vie dure au chien Kador, réutilisé plus tard dans d'autres albums par l'auteur. Il réalise ses premières bandes dessinées pour adultes dans Mormoil en 1974 et 1975, illustrant des histoires brèves scénarisées par Jean Mulatier et Rampal.
Il commence à connaître la notoriété à son arrivée à Fluide glacial en 1977. Le périodique publie les histoires de Kador, le seul chien qui sait lire Kant. Il s'efface sous la popularité de ses maîtres, Les Bidochon, stéréotypes de français moyens dans toute leur médiocrité. Binet continue parallèlement à livrer quelques ouvrages indépendants tels que L'Institution, dénigrement des institutions religieuses fréquentées pendant sa jeunesse qui en fait un précurseur de la bande dessinée autobiographique, Déconfiture au petit déjeuner ou Propos irresponsables.
Christian Binet, également accordéoniste, a déclaré à propos de l'organiste et maître de chapelle Léon de Saint-Réquier : « Ça a l'air d'une blague mais cet aristocrate, dont le nom est aussi celui d'un village de Normandie, était également compositeur. Je suis probablement le seul à encore en parler mais ses petits préludes sont vraiment très beaux et faciles à jouer. »
En 1995, il rédige les dialogues de l'adaptation cinématographique des Bidochon. Lorsqu'il ne dessine pas, Christian Binet pratique aussi la peinture. Quelques-unes de ses œuvres sont réunies dans un dossier rédigé par Yves Troufion. Il se définit comme un humoriste à tendance dramatique. Il décrit notamment, à travers Les Bidochon, un quotidien d'une grande banalité.

## Œuvres

### Bande dessinée

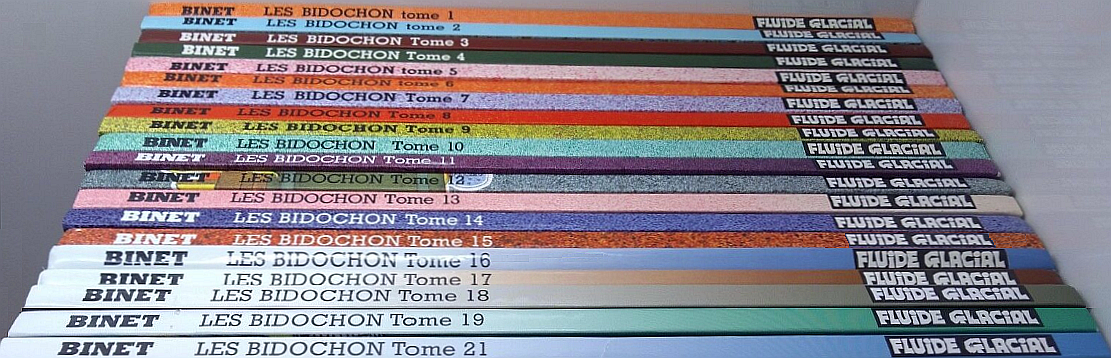
La collection des Bidochon.

- Kador, Audie, coll. « Fluide glacial », quatre albums, 1978-1982.
- Poupon la peste, Audie, coll. « Fluide glacial », deux albums, 1979-1980[4].
- Histoires ordinaires, Audie, coll. « Fluide glacial », 1979[5].
- Bédés juvéniles, Bédérama, 1980.
- Forum, Audie, coll. « Fluide glacial », 1980.
- Les Bidochon, Audie, coll. « Fluide glacial », 22 albums, 1980-2019.
- L'Institution, Audie, coll. « Fluide glacial », 1981.
- Déconfiture au petit déjeuner, Audie, coll. « Fluide glacial », 1986.
- Propos irresponsables, Audie, coll. « Fluide glacial » :

1. Propos irresponsables, 1988. Réédité dans la série Impondérables, 2007.
2. Propos irresponsables 2, 1992. Réédité sous le titre Propos encore plus irresponsables dans la série Impondérables, 2007.
3. Impondérables, 2004. Réédité sous le titre Des déprimés dans la série Impondérables, 2007.

- Monsieur le Ministre, Audie, coll. « Fluide glacial », deux albums, 1989-1990.
- Binet et F. Margerin au festival de Cannes, avec Frank Margerin, Groupe graphique, 1993.
- Impondérables, Audie, coll. « Fluide glacial » :

1-3. Reprise de la série Propos irresponsables.
4. Des molécules, 2007.
- Haut de gamme, Dargaud :

1. Bas de gamme, 2010.
2. Ma non troppo, 2015.

- Marion, Dargaud, 2024.

#### Peinture
- Série de portraits (huiles sur toile de grande taille)

## Récompenses
- 1970 : prix Nicolas Goujon.
- 1978 : Prix du meilleur espoir du festival d'Angoulême pour sa série Les Bidochon[6]
- 1982 : Prix RTL de la BD pour sa série Les Bidochon
- 2001 : Alph'Art du public au festival d'Angoulême pour Les Bidochon, t. 17 : Les Bidochon usent le forfait
- 2005 :  Chevalier de l'ordre des Arts et des Lettres (Le discours)
- 2013 : Prix Tournesol pour Les Bidochon sauvent la planète

### Documentation
- « Ragots intimes par Binet », dans Sapristi ! n° 22, 1991.
- Christian Binet, « Christian Binet par lui-même », dans Hop ! n° 11, mars 1977, p. 36-37.
- Christian Binet, « Une interview exclusive de Binet : des révélations sensationnelles », dans Haga n° 36, 1978.
- Christien Binet (int. par Jean-Marc Vidal et Didier Hubaud), « Un Oscar à Binet ! », BoDoï, no 58,‎ décembre 2002, p. 38-43.
- Yves Frémion, Binet, S.E.D.L.I. Jacky Goupil, 1984.
- Patrick Gaumer, « Binet, Christian », dans Dictionnaire mondial de la BD, Paris, Larousse, 2010 (ISBN 9782035843319), p. 87-88.
- Jean-Paul Tibéri, Christian Binet, portraits de famille, Jean-Cyrille Godefroy/SELD, 1991.
- Gilles Ratier, « Christian Binet », sur BD Zoom, 27 avril 2010
- Didier Pasamonik, « Super-héros franchouillards, les Bidochon passent au vert », sur Actua BD, 18 octobre 2012
- Christian Binet (interviewé), « Haut de gamme : huit questions à Christian Binet », dBD, no 44,‎ juin 2010, p. 69.
- Henri Filippini, « Haut de gamme, t. 1 : Binet connaît la musique », dBD, no 44,‎ juin 2010, p. 75.